# مالشين
مالشين (بالألمانية: Malchin) هي بلدة ألمانية تقع في ألمانيا في مكلنبورغ فوربومرن. يقدر عدد سكانها بـ 8,464 نسمة .

## المدن التوأمة
مدن اتسهوهه و Szerencs هي مدن توأمة لـمالشين.

## أعلام
- باتريك بيترز
- سيغفريد ماركوس
- توماس دول
- فريتز غريف